# Trichoniphona albomarmorata
Trichoniphona albomarmorata là một loài bọ cánh cứng trong họ Cerambycidae.